# Приходь на мене подивитися
«Приходь на мене подивитися...» - художній фільм, поставлений в 2000 році за мотивами п'єси Надії Птушкіної «Поки вона вмирала». Режисерський дебют актора Олега Янковського і оператора Михайла Аграновича.
Картина — переможець конкурсу «Виборзький рахунок» кінофестивалю «Вікно в Європу» (2001 рік).

## Сюжет
Тетяна, жінка середнього віку, проживає в Москві зі своєю хворою матір'ю Софією Іванівною, яка останні десять років не може ходити і дуже переживає, що дочка залишилася старою дівою. Мати вважає, що в цьому тільки її вина — в бажанні утримати Тетяну біля себе.
За тиждень до Нового року Софія Іванівна заявляє, що помре в найближчі 2-3 дні, тому їй би хотілося піти, знаючи, що дочка щаслива. У розпачі вона тричі стукає кісточками пальців по столу! У квартирі гасне світло, лунає стукіт у двері. На порозі стоїть незнайомий чоловік з букетом троянд і шампанським. Виявилося, він йшов на побачення до молодої коханки і помилився будинком. Тетяні приходить в голову ідея представити цю людину своїм нареченим. Той, проявляючи здоровий авантюризм, вирішується підіграти Тетяні. Зателефонувавши своїй коханій, він викладає версію раптової наради на роботі, забуваючи, що у неї стоїть визначник номера. Дівчина передзвонює, трубку піднімає Тетяна… Ігор намагається передзвонити, але зворотного зв'язку немає. Софія Іванівна благословляє дочку і Ігоря, обіцяючи прожити 2-3 місяці, щоб дочекатися їхнього весілля. Після емоційної розмови з Тетяною, Ігор йде.
Радіючи, що у дочки є наречений, Софія Іванівна висловлює побажання, що було б добре мати ще й онуку.
Аби втішити вмираючу маму, Тетяна підмовляє продавчиню Діну з овочевого магазину зіграти роль раптово знайденої дочки, від якої вона нібито відмовилася ще в пологовому будинку. Ця сцена відбувається на очах у Ігоря, який вирішив продовжити випадкове знайомство, бо йому дуже припав до душі той затишок, що панує в будинку у жінок і якого йому так не вистачає в житті. Однак присутності Ігоря при зустрічі з названої онукою не передбачалася. Викручуючись й імпровізуючи, Тетяна призначає Ігоря батьком своєї нібито дочки… Щаслива Софія Іванівна дарує фамільні коштовності знову знайденій онучці.
Очманіла від подарунка «онука» оголошує про невідкладні справи і йде разом з коштовностями. Ігор вважає, що Тетяна переборщила з брехнею, після чого ті сваряться, і Ігор в запалі дає Тетяні ляпас. Але їй це навіть сподобалось, бо з жодним чоловіком її відносини не доходили до таких пристрастей.
Вечір Нового року. Мати наполягає на тому, щоб Тетяна провела свято з Ігорем, і та йде в зимове місто практично в нікуди. На вулиці відбувається несподівана зустріч з «донькою» — Діна, в образі Діда Мороза на милицях, прямувала до Тетяни з метою повернути подаровані «бабусею» фамільні коштовності… Разом вони приходять додому, де застають Софію Іванівну, яка встала на ноги. Під бій курантів в костюмі ще одного Діда Мороза на сходовому майданчику з'являється й Ігор, який робить пропозицію Тетяні і просить у неї вибачення за ляпас. На що Тетяна зауважує, що це її найкращий спогад.
«Онука» оголошує про вагітність… Софія Іванівна щаслива. Тепер у неї повна сім'я: дочка, зять, онучка і скоро буде правнучка. Вона обіцяє прожити на цей раз 2-3 роки. І лише одне її пригнічує, що у її правнучки НЕ буде батька. Діна відповідає: «Якщо б я знала, хто…». АЛЕ Софія Іванівна і слухати нічого не бажає, і на емоціях тричі стукає кісточками пальців по столу. У цей момент лунає стукіт у двері. Здивована Діна йде відкривати, все дивляться їй у слід з загадковими посмішками. Ніхто вже не сумнівається, що знову сталося диво.

## У ролях
- Катерина Васильєва — Софія Іванівна
- Ірина Купченко — Тетяна, донька Софії Іванівни
- Олег Янковський — Ігор, «чоловік» Тетяни
- Наталія Щукіна — Діна, продавчиня з овочевого магазину, «онука» Софії Іванівни
- Іван Янковський — Ваня, сусідський хлопчина — ангел, що кидає бананові шкурки
- Марк Рудінштейн — чоловік з ящиком шампанського

## Знімальна група
- Автор сценарію — Надія Птушкіна
- Режисери-постановники — Михайло Агранович та Олег Янковський
- Оператор-постановник — Михайло Агранович
- Оператор за камерою — Віктор Шейнін
- Художник-постановник — Володимир Філіппов та Ольга Кравченя
- Композитор — Вадим Біберган
- Звукорежисер — Роланд Казарян
- Режисер монтаж — Ольга Гріншпун
- Художники по костюмах — Наталія Дзюбенко
- Художники-гримери — Світлана Лобанова і Луїза Мачільська
- Оркестр кінематографії Російської Федерації
  - Диригент Сергій Скрипка
- Директор фільму — Валентина Зайцева
- Генеральні продюсери — Ігор Толстунов і Володимир Грамматіков

## Факти
- На відміну від п'єси, у фільмі головні герої дещо молодші. У п'єсі Тані та Ігорю близько шістдесяти, а Діні — сорок. У фільмі — Тані та Ігорю близько п'ятдесяти, а Діні — лише 26.
- Романс «Приходь на мене подивитися» на вірші Анни Ахматової (муз. Вадима Бібергана) звучить у виконанні Олени Камбурової
- Олег Янковський так говорить про цю роботу:

Це була «проба пера». У потоці жахливо-чорного кіно захотілося раптом зняти якусь добру, світлу історію, захотілося якоїсь казки і доброти. Хоча я сповідую і люблю інше кіно.
— «День» №188, 16 жовтня 2002

## Нагороди та номінації
- 2001 — Кінофестиваль Вікно в Європу
  - Лауреат конкурсу «Виборзький рахунок» (М. Агранович та Олег Янковський)
- 2001 — I фестиваль-огляд російських фільмів «про любов» «Любити по-російськи I» (Будинок Ханжонкова)[3]
  - «Золота підкова» (О. Янковський за режисуру)
  - «Золота підкова» (О. Янковський за виконання головної ролі)
- 2001 — Диплом журі МКФ «goEast-2001» (Вісбаден)
- 2001 — "Ніка"[4]
  - Номінація в категорії «Найкраща чоловіча роль в кіно» (О. Янковський)
  - Номінація в категорії «Найкраща жіноча роль» (К. Васильєва)
- 2001 — ОРКФ в Сочі
  - Приз за найкращу чоловічу роль (Олег Янковський)
- 2001 — Гран-прі за найкращий фільм «Золото Лістапада» на кінофестивалі Листопад у Мінську